# Scytodes leipoldti
Scytodes leipoldti là một loài nhện trong họ Scytodidae.
Loài này thuộc chi Scytodes. Scytodes leipoldti được William Frederick Purcell miêu tả năm 1904.